# M134 Minigun
M134 Minigun (з англ. M134 Мінігармата; також М134 Мініган; скорочено M134 (позначення в американській армії), Minigun або Мініган) — назва сімейства багатоствольних скорострільних кулеметів, побудованих за схемою Гатлінга.

## Історія
У зв'язку з надходженням на озброєння армії США вертольотів, в 60-х роках виникла необхідність в легкій і скорострільній зброї. Новий авіаційний кулемет М134 Minigun розроблювався компанією General Electric. Вперше застосований під час В'єтнамської війни де показав свою ефективність.

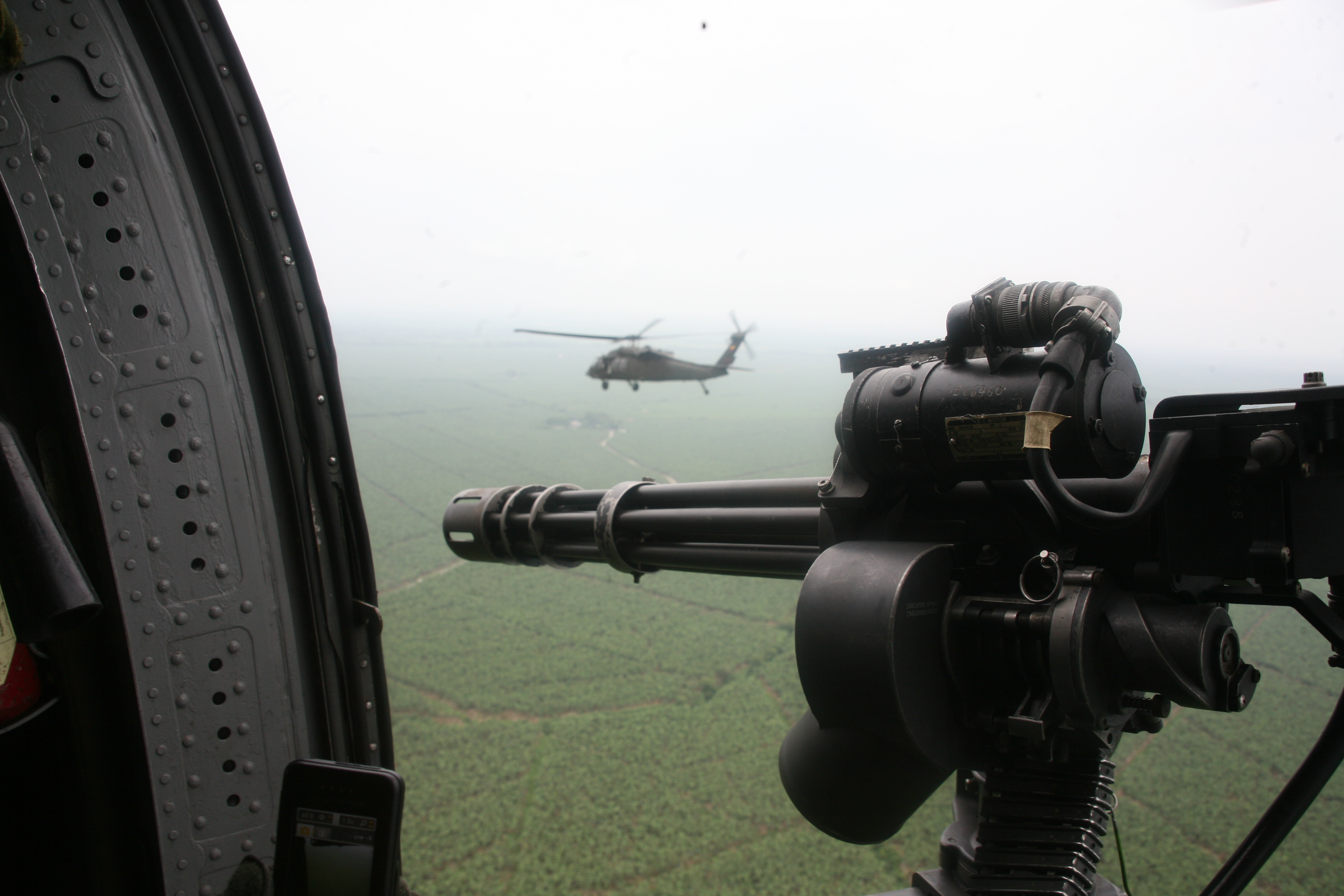
Вертольоти озброєні мініганами

## Конструкція

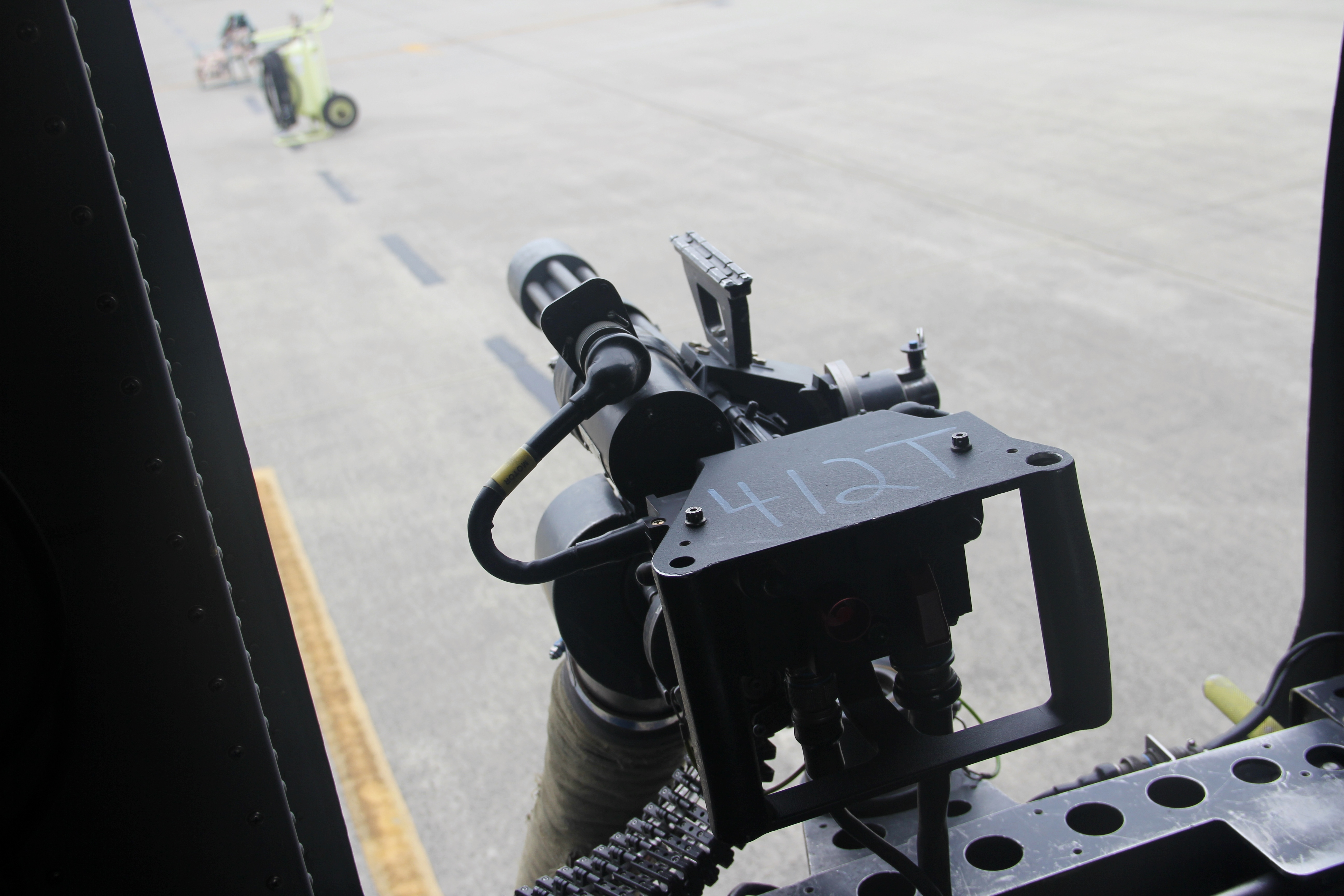
Вид з стрілецького місця

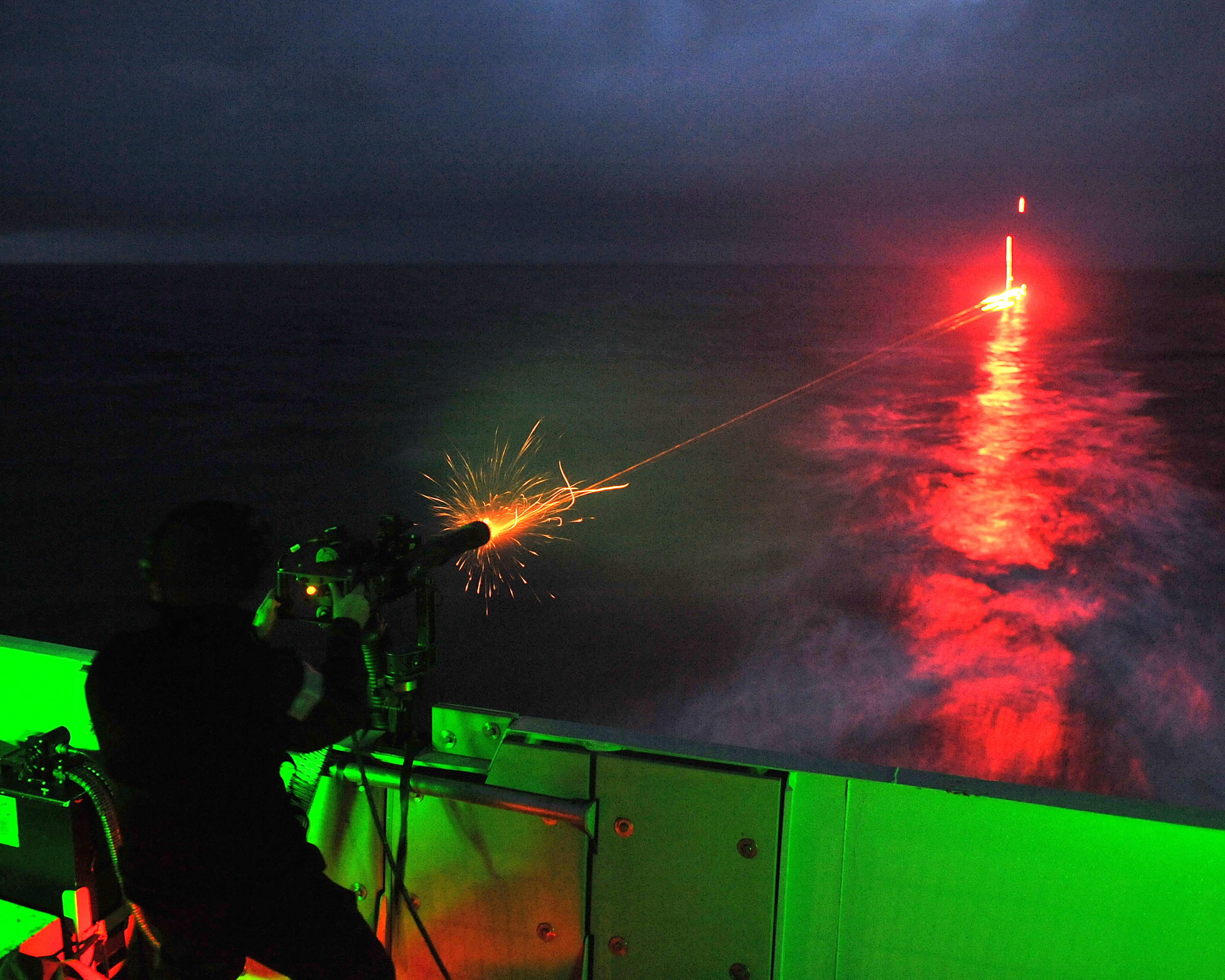
Стрільба з мінігану

Привід повороту блоку стволів — електричний. Скорострільність регулюється реостатом електроприводу і варіюється від 3000 до 6000 пострілів на хвилину. Маса установки — 22,7 кг без урахування систем боєживлення .
Використовуваний боєприпас — 7,62 NATO. Живлення патронами може здійснюватися із стандартної розсипної стрічки або за допомогою механізму ланкової подачі патронів. У першому випадку на кулемет ставиться спеціальний механізм «delinker», який здійснює витяг патронів із стрічки перед подачею в кулемет. Стрічка подається до кулемета через спеціальний металевий гнучкий рукав від коробів, що мають типову ємність від 1500 (повна вага 58 кг) до 4500 (повна вага 134 кг) патронів. На важких вертольотах (CH-53, CH-47) ємність патронних коробів для живлення одного кулемета може досягати 10 000 і навіть більш патронів .
Патрон досилається в нижній, остиглий ствол, постріл робиться зверху, викид гільзи праворуч. Використовується в підвісних контейнерах літаків , турельних установках транспортних і бойових вертольотів, в бокових установках літаків «Gunship». До цього ж типу відноситься і авіаційна гармата «Вулкан», де при веденні вогню спочатку стволи починають обертатися від електроприводу, а потім стріляють.